# Guillemont
Guillemont is een gemeente in het Franse departement Somme (regio Hauts-de-France) en telt 123 inwoners (2005). De plaats maakt deel uit van het arrondissement Péronne.

Het dorp werd in de Eerste Wereldoorlog geheel vernietigd. Vooral na de Slag aan de Somme in 1916 was er niets meer van het dorp over.

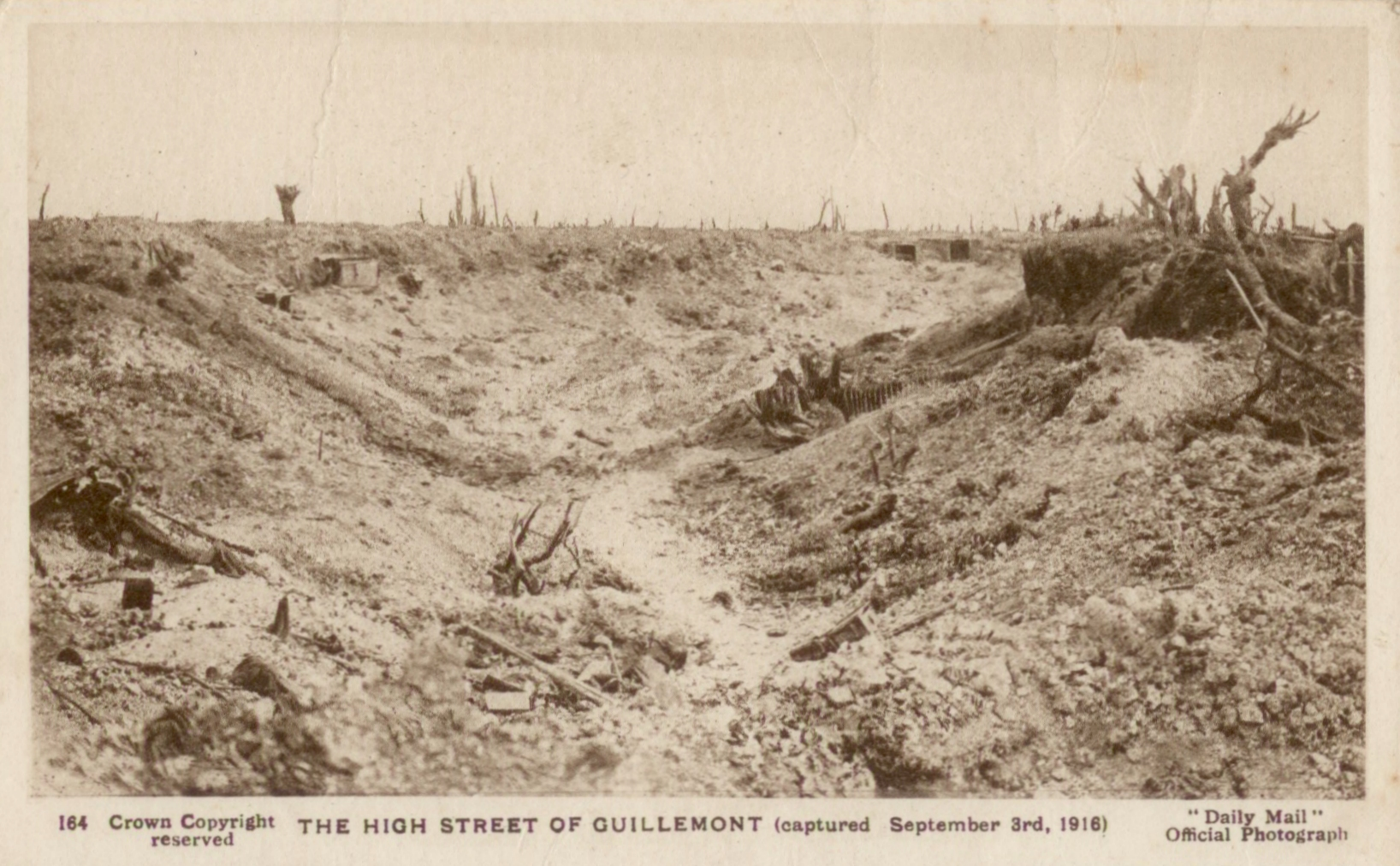
De hoofdstraat van Guillemont in september 1916.

## Geografie
De oppervlakte van Guillemont bedraagt 3,3 km², de bevolkingsdichtheid is 37,3 inwoners per km².
De onderstaande kaart toont de ligging van Guillemont met de belangrijkste infrastructuur en aangrenzende gemeenten.

## Demografie
Onderstaande figuur toont het verloop van het inwonertal (bron: INSEE-tellingen).